# Ponte Florentino Ávidos
Il Ponte Florentino Ávidos è un ponte sulla baia di Vitória che collega le città di Vitória e Vila Velha in Brasile.

## Storia
I lavori di assemblaggio del ponte, costruito con materiali provenienti dalla Germania, iniziarono il 1 marzo 1926 e vennero conclusi nel 1927. Fu il primo ponte a essere costruito sulla baia di Vitória.

## Descrizione
Il ponte è composto da sei sezioni e altrettante campate, cinque delle quali attraverso la baia di Vitória vera e propria, e una attraverso il breve braccio di mare, oggi interrato, tra l'isola di Vitória e l'isola del Principe, un piccolo affioramento roccioso situato nel mezzo della baia.

## Galleria d'immagini

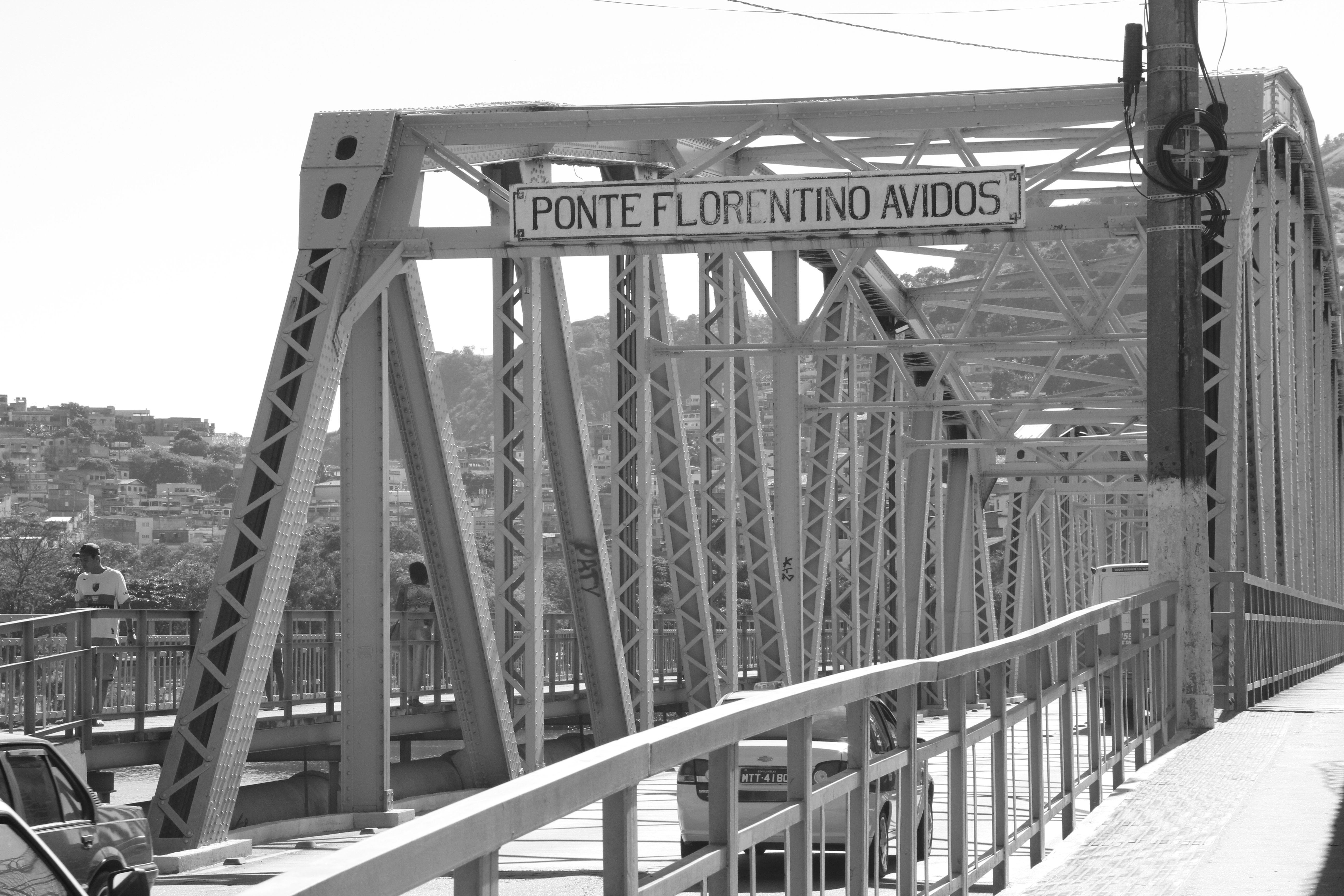
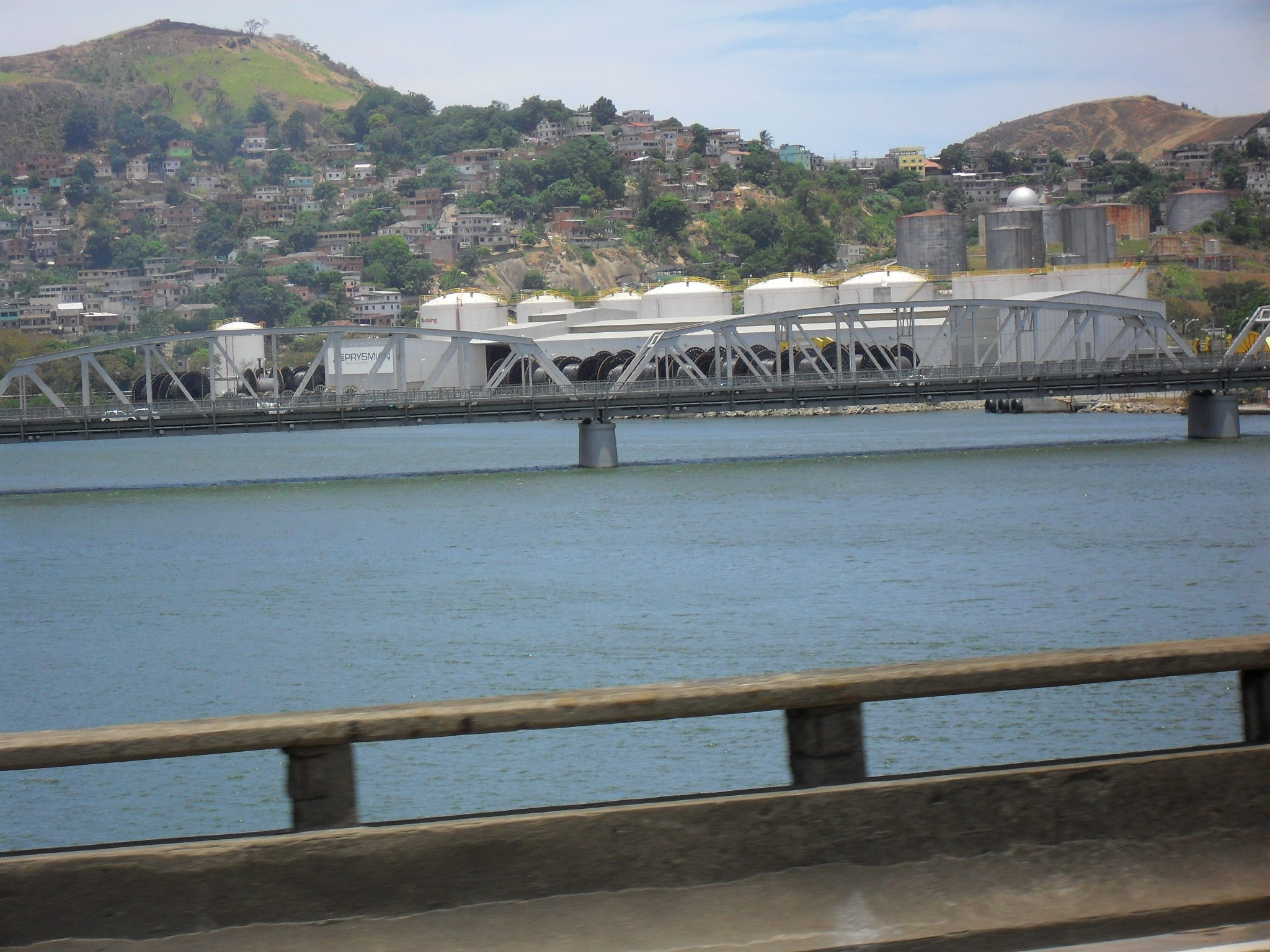
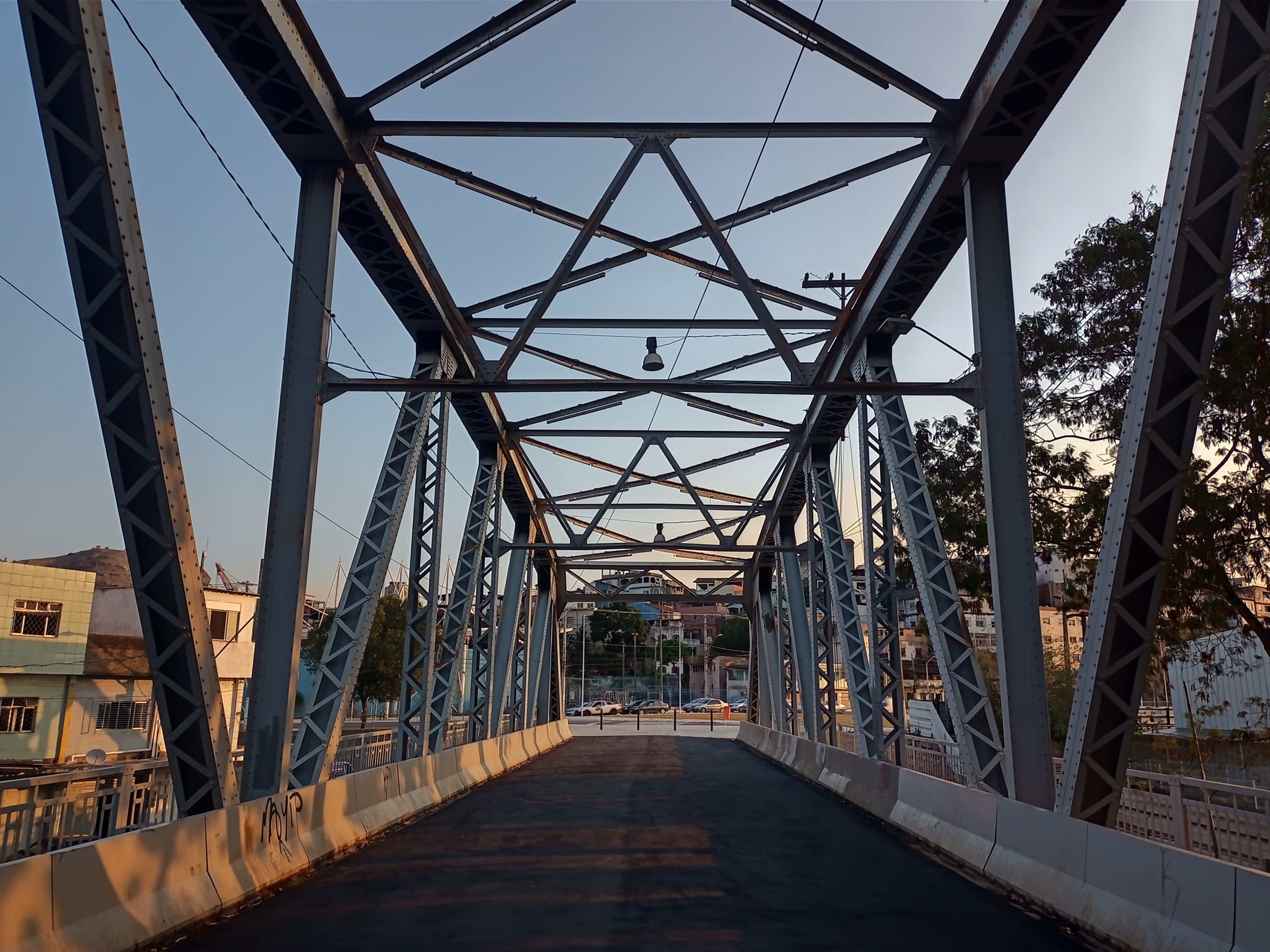